# 外国軍用品審判所
外国軍用品審判所（がいこくぐんようひんしんぱんじょ、英語: Foreign Military Supply Tribunal）は、武力攻撃事態及び存立危機事態における外国軍用品等の海上輸送の規制に関する法律（外国軍用品等海上輸送規制法）に基づいて防衛省に臨時に置かれることになっている特別の機関である。外国軍用品等海上輸送規制法に基づいて停船検査が行われた際の船舶又は積荷の取扱いについて調査や審判を行うことを任務とする。慣習的な国際海洋法、戦時国際法における捕獲審検所に相当する。

## 概要
外国軍用品審判所は、武力攻撃事態に対処するための法整備の一環として定められた武力攻撃事態及び存立危機事態における外国軍用品等の海上輸送の規制に関する法律の第7条に基づいて、設置される機関である。
武力攻撃事態及び存立危機事態における外国軍用品等の海上輸送の規制に関する法律4条第1項の規定により防衛大臣が一定の区域において停船検査の措置を命じた場合に、海上自衛隊の自衛艦その他の部隊の長が停船検査を行った船舶について、その船舶に係る事件の調査及び審判を行うことを任務としている（武力攻撃事態及び存立危機事態における外国軍用品等の海上輸送の規制に関する法律第8条）。
武力攻撃事態への対処の一環として設置される機関であるため、外国軍用品等海上輸送規制法では「臨時に置かれる」と規定されるとともに、具体的な設置の場所や期間については政令で定めるとされている。2016年現在、外国軍用品審判所は設置されていない。
外国軍用品審判所の詳細については、政令として、武力攻撃事態及び存立危機事態における外国軍用品等の海上輸送の規制に関する法律施行令が定められるとともに、外国軍用品審判所における審判の手続の詳細については、省令として外国軍用品審判規則が定められている。後者においては外国軍用品審判所は審判所と略されている。

## 組織
外国軍用品審判所には、審判官及び事務官が置かれ、審判官の1名が外国軍用品審判所長を務める。調査や審判は、5名の審判官によって構成される合議体によって行われる。
外国軍用品審判所の審判官は、以下の資格を有する者が充てられる。
- 弁護士、大学の教授・准教授、裁判官、検察官の経験者
- 内閣、内閣府、各省の内部部局の課長以上（または準ずる職）の経験者で、法律（国際法規を含む）、防衛、海事に関する事務の従事経験者
- その他法律（国際法規を含む）、防衛又は海事に関し上記と同等以上の知識経験を有する者

このほか外国軍用品審判所には事務局が置かれる。
また、政令で定めた場合には支部を置くことが出来る。

## 審判手続

### 事件送致・調査
海上自衛隊の自衛艦の艦長等は、外国軍用品の引渡しを受けたとき又は回航船舶が日本の港に到着したときは、速やかに、書類とともに事件を外国軍用品審判所に事件を送致することになっている（武力攻撃事態及び存立危機事態における外国軍用品等の海上輸送の規制に関する法律第27条第3項・第34条）。この場合、外国軍用品審判所は当該事件について必要な調査を行う（武力攻撃事態及び存立危機事態における外国軍用品等の海上輸送の規制に関する法律第39条）。

### 審判の開始
武力攻撃事態及び存立危機事態における外国軍用品等の海上輸送の規制に関する法律第6条に定める外国軍用品等の輸送の規制に該当する事由があるときは審判を開始する（武力攻撃事態及び存立危機事態における外国軍用品等の海上輸送の規制に関する法律第45条）。

### 審決
外国軍用品審判所は船舶の積荷が外国軍用品であると認めるときは当該積荷について廃棄や輸送停止の審決、船舶が外国軍用品等を反復して海上輸送していること等が認められるときは当該船舶について航行停止の審決を行う（武力攻撃事態及び存立危機事態における外国軍用品等の海上輸送の規制に関する法律第52条）。